# 曹鸿鸣 (1963年)
曹鸿鸣（1963年9月—），山东武城人，汉族，中华人民共和国政治人物，中国致公党党员。担任致公党中央副主席、常委、秘书长。曾担任山东农业大学教授。

## 生平
1982年本科毕业于山东农学院农学系农学专业。1995年获山东农业大学农学系作物栽培学与耕作学专业农学博士学位。历任山东农业大学德州专科部讲师、副教授、教务科副科长、副主任、教授，德州农业学校副校长、山东省德州市副市长。2008年，当选第十一届全国政协委员，代表中国致公党，分入第十一组。并担任文史和学习委员会专委。2018年2月24日，当选为第十三届全国人大代表。